# Władysław Szcześniak

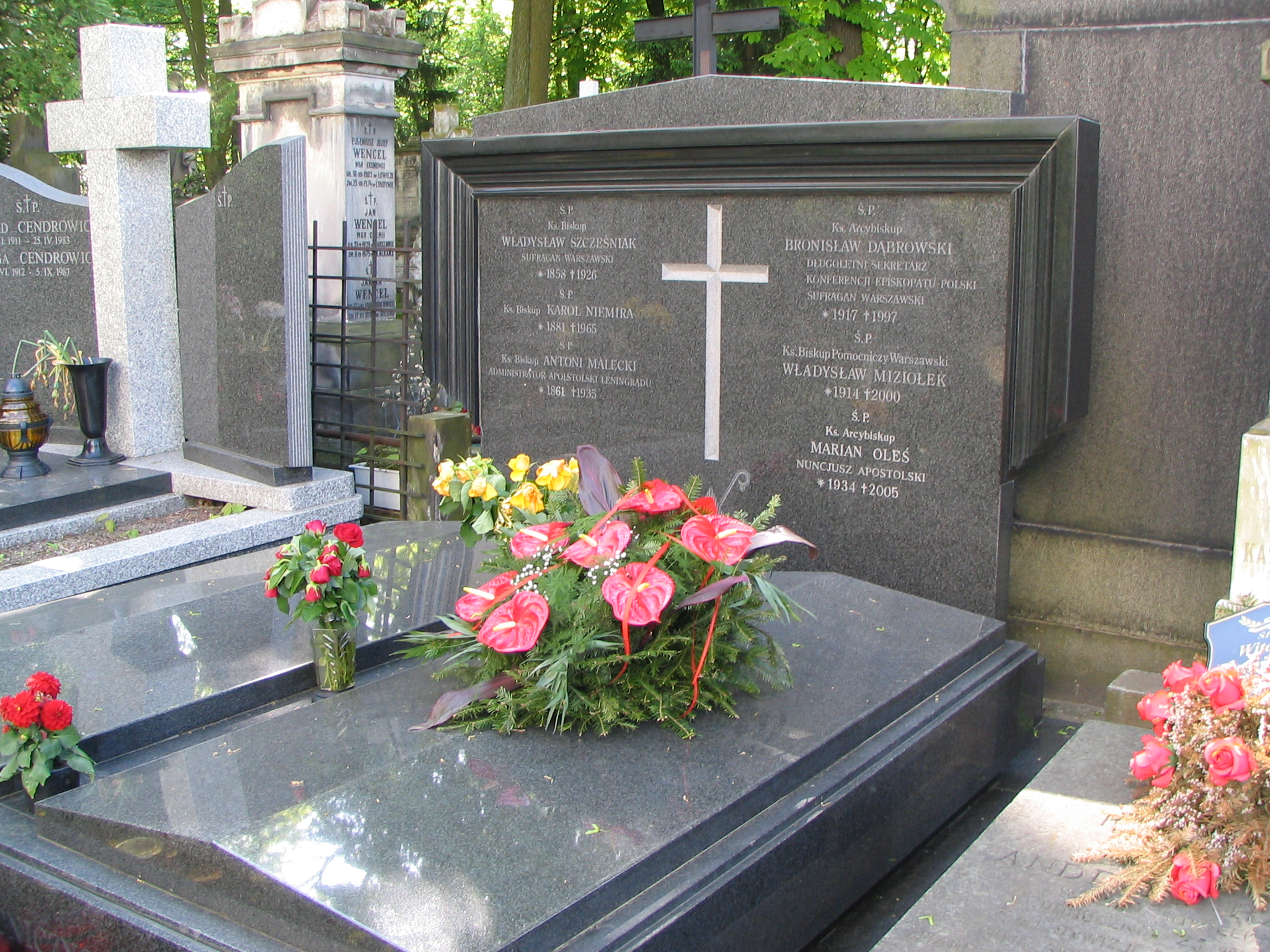
Nagrobek Władysława Szcześniaka na cmentarzu Powązkowskim (2008)

Władysław Maksymilian Szcześniak (ur. 12 października 1858 w Zakroczymiu, zm. 9 września 1926 w Warszawie) – polski duchowny rzymskokatolicki, doktor teologii, biskup pomocniczy warszawski w latach 1925–1926.

## Życiorys
Urodził się 12 października 1858 w Zakroczymiu. Kształcił się w gimnazjum w Warszawie. W latach 1875–1878 studiował w warszawskim seminarium metropolitarnym, następnie do 1882 w Akademii Duchownej w Petersburgu, gdzie otrzymał magisterium z teologii. Święcenia prezbiteratu przyjął 2 września 1880. Od 1885 pogłębiał wykształcenie w Innsbrucku i Rzymie, uzyskując doktorat z teologii.
Pracował jako wikariusz w Białej Rawskiej i w parafii św. Antoniego w Warszawie. W latach 1887–1898 był rektorem kościoła św. Józefa w Warszawie, wskutek interwencji władz carskich został przeniesiony na wikariat parafii Świętego Krzyża w Warszawie. Piastował także urząd proboszcza parafii św. Barbary w Warszawie. W 1914 został kanonikiem katedry warszawskiej.
W warszawskim seminarium metropolitalnym zajmował stanowisko profesora teologii i historii Kościoła, a w latach 1887–1898 sprawował urząd wiceregensa. W 1919 został profesorem zwyczajnym na wydziale teologicznym Uniwersytetu Warszawskiego i kierownikiem katedry historii Kościoła.
25 maja 1925 został prekonizowany biskupem pomocniczym archidiecezji warszawskiej ze stolicą tytularną Laranda. Sakrę biskupią otrzymał 19 lipca 1925 w archikatedrze św. Jana Chrzciciela w Warszawie. Konsekrował go kardynał Aleksander Kakowski, w asyście Antoniego Juliana Nowowiejskiego, biskupa diecezjalnego płockiego, i Stanisława Galla, biskupa polowego Wojska Polowego. W archidiecezji piastował urząd wikariusza generalnego.
Zmarł 9 września 1926 w Warszawie. Został pochowany w grobowcu biskupów pomocniczych warszawskich na cmentarzu Powązkowskim.

## Wyróżnienia
W 1921 otrzymał tytuł doktora honoris causa Wydziału Teologii Katolickiej Uniwersytetu Warszawskiego. Postanowieniem prezydenta RP z 17 lutego 1926 został mianowany profesorem honorowym Uniwersytetu Warszawskiego.